# La Confession de Claude
La Confession de Claude est un roman de jeunesse d'Émile Zola. C'est son deuxième ouvrage publié après les Contes à Ninon.

## Préparation
Ce roman par lettres, en grande partie autobiographique, est commencé en 1862-1863, laissé de côté puis achevé en 1865. Il prend l'opposé des récits glorifiant la réhabilitation d'une femme déchue, comme Marion Delorme, de Victor Hugo ou La Dame aux camélias d'Alexandre Dumas, ou les récits présentant comme joyeuse la vie des étudiants au Quartier latin. Il s'agit de désacraliser le drame romantique et de « rétablir la vérité brutale, nécessaire à ceux qui marchent librement dans la vie ».

## Résumé
.

## Personnages
- Claude, narrateur et personnage principal : vit dans un grenier grand et irrégulier, tout en haut d'un escalier humide. Sa chambre est une sorte de corridor, avec de pauvres meubles, minces planches mal ajustées peintes d'une horrible couleur rouge, qui craquent funèbrement dès qu'on les touche. La fenêtre, privée des rideaux, s'ouvre sur une grande muraille noire[5].
- Laurence, la fille perdue : laide, sans cils, avec des tempes basses et fuyantes, une bouche grande et affaissée. Une vieillesse précoce a effacé les contours de ses traits, et mis sur sa face entière une empreinte de lassitude et d'avidité[6].
- Jacques, l'ami de collège de Claude, qui séduit Laurence : garçon pratique et sérieux, il accepte le monde sans remerciement ni révolte. Il n'a rien à haïr ni à aimer, ses yeux sont clairs et vides, sur ses lèvres pâles, il n'y a pas le sang du cœur[7].
- Marie, l'amie de Jacques : petite fille cynique et usée de la grande ville, qui a grandi dans le vice et la misère[7].
- Pâquerette, vieille femme, a priori ancienne prostituée, elle vit dans le même appartement que Claude. Elle va agir de manière spontanée tout au long de l’intrigue, souvent menant Claude à sa perdition …

## Réception
Si l'accueil de la presse est globalement favorable, louant plus les qualités d'écriture que le sujet, Barbey d'Aurevilly engage sa première polémique avec Zola : « Une jolie prune de reine-claude, en littérature ! Ah ! monsieur, que cela était frais et que cela sentait bon ! Figurez-vous, monsieur, non le ver de Ruy Blas, amoureux d'une étoile (le ver est propret) mais un crapaud, rêvant avec acharnement d'étoile et de bleu sur le sein de sa crapaude, car voilà la finesse et le tour ! sous ce prétexte d'azur, de lumière, de virginité adorée, mais inaccessible, on se permet les détails les plus dégoûtants qu'une plume réaliste ait écrits encore, et on brasse voluptueusement pendant trois cent vingt pages, ce que Cambronne, plus concis, jetait en un mot à la tête de l'ennemi ».
Considérant que « la donnée de l'ouvrage n'est pas immorale [car] l'auteur s'est proposé de dégoûter la jeunesse de ces liaisons impures où elle se laisse entraîner sur la foi des poètes qui ont idéalisé les amours de la bohème », le Procureur de Paris considère que l'ouvrage n'a pas à être poursuivi comme contraire à la morale publique
Zola est lui-même mitigé quant à la valeur littéraire de son roman, mais se réjouit de son impact : « Mon livre est tout à la fois une habileté et une maladresse. Me voilà perdu dans l'esprit des gens de bien. Là est la maladresse. Mais aujourd'hui je suis connu, on me craint et on m'injurie ; aujourd'hui je suis classé parmi les écrivains dont on lit les œuvres avec effroi. Là est l'habileté ».

## Éditions
- Première édition : Librairie internationale, 25 novembre 1865
- Première édition Charpentier : 1886
- Émile Zola, Œuvres complètes, t. 1, Cercle du livre précieux, 1966
- Livre de Poche, 2013.  (ISBN 978-2-253-16367-1)

### Ouvrages
- Colette Becker, Gina Gourdin-Servenière et Véronique Lavielle, Dictionnaire d'Émile Zola, Robert Laffont, coll. « Bouquins », 1993 (ISBN 2-221-07612-5)
- Colette Becker, La Confession de Claude, Les Apprentissages de Zola. Du poète romantique au romancier naturaliste,, Presses universitaires de France, 1993 (lire en ligne ), p. 176-198
- Alain Pagès et Owen Morgan, Guide Émile Zola, Ellipses, 2002 (ISBN 2-7298-0885-X)

### Articles
- John C. Lapp, « The Critical Reception of Zola's Confession de Claude », Modern Language Notes,‎ vol. 68, no. 7 (nov., 1953) (lire en ligne)
- Daniel Long, « Esthétisation, immaculation, transfiguration dans "La Confession de Claude" de Zola », Nineteenth-Century French Studies,‎ vol. 37, no. 3/4 (spring-summer 2009), (lire en ligne)
- Sophie R. Weinstein, « The Genesis of Zola's La Confession de Claude », Modern Language Notes,‎ vol. 53, no. 3 (mar., 1938) (lire en ligne)